# Netz (Geometrie)

Netz eines Dodekaeders

Das Netz (auch: Körpernetz) oder die Auffaltung (Abwicklung) eines Polyeders bzw. eines geometrischen Körpers oder selten das Gitternetz ist ein Diagramm, das dessen Flächen in der Ebene ausgebreitet darstellt, nachdem er an einigen Kanten aufgeschnitten worden ist. Netze dienen auch als Bastelvorlage, um Körpermodelle zu bauen, aber auch als Veranschaulichung bei der Berechnung des Flächeninhalts der Oberfläche des Körpers.
Auffaltungen lassen sich auch auf höhere Dimensionen verallgemeinern.

## Beispiele

Netz eines Quaders
Netz eines Tetraeders
Netz einer quadratischen Pyramide
Netz eines Oktaeders
Netz eines dreieckigen Prismas
Netz eines Zylinders
Netz eines Kegels
Netz eines Ikosaeders
Netz eines Ikosaederstumpfs
Netz eines Dodekaedersterns
Netz eines Dodekaederstumpfs
Netz eines Hexaederstumpfs
Netz eines Oktaederstumpfs
Netz eines Kuboktaederstumpfs
Netz eines Rhombenkuboktaeders
Netz eines Rhombendodekaeders
Netz eines Rhomben-Ikosidodekaeders
Netz eines Großen Rhomben-Ikosidodekaeders
Netz eines Ikosidodekaeders
Netz eines abgeschrägten Hexaeders
Netz eines abgeschrägten Dodekaeders
Netz eines Parallelepipeds
Zwei Netze eines quadratischen Antiprismas
Netz eines Triakistetraeders
Netz eines Trigondodekaeders
Netz eines Disheptaeders
Netz einer Dreieckskuppel
Das Netz eines Oloids ist gleich seiner Spur beim Abrollen
Das dreidimensionale Netz eines Tesserakts

Es gibt genau elf Möglichkeiten, einen Würfel aufzufalten, siehe Würfelnetz.